# Lü Xiaojun
Lü Xiaojun (chiń. 吕小军; pinyin Lǚ Xiǎojūn; ur. 27 lipca 1984 w Huangshi) – chiński sztangista, trzykrotny medalista olimpijski i pięciokrotny medalista mistrzostw świata.

## Kariera
Startuje w wadze średniej (do 77 kg). Pierwszy sukces w karierze osiągnął w 2009 roku, kiedy podczas mistrzostw świata w Goyang zdobył złoty medal, ustanawiając jednocześnie rekord świata z wynikiem 378 kg. Pokonał tam Tigrana Geworka Martirosjana z Armenii i swego rodaka, Su Dajina. Na rozgrywanych rok później mistrzostwach świata w Antalyi zajął drugie miejsce, rozdzielając na podium Martirosjana i Egipcjanina Tareka Yahię. Następnie zwyciężał podczas mistrzostw świata w Paryżu w 2011 roku i mistrzostw świata we Wrocławiu dwa lata później (ustanawiając rekordy świata w rwaniu - 176 kg oraz dwuboju - 380 kg). W międzyczasie wystartował na igrzyskach olimpijskich w Londynie, gdzie także zdobył złoty medal, pokonując rodaka, Lu Haojie oraz Kubańczyka Ivána Cambara. Podczas rozgrywanych cztery lata później igrzysk w Rio de Janeiro zajął drugie miejsce, plasując się za Kazachem Nidżatem Rachimowem, a przed Mohamedem Ihabem z Egiptu. Uzyskał tam 379 kg w dwuboju, co stanowiło nowy rekord świata, jednak przegrał walkę o medal z Rachimowem, który udźwignął ten sam ciężar, jednak był lżejszy od Chińczyka.
Ponadto zdobył złoty medal w wadze średniej na igrzyskach azjatyckich w Incheon w 2014 roku.

## Osiągnięcia
| Rok  | Zawody               | Miasto         | Miejsce | Kategoria | Wynik  |
| ---- | -------------------- | -------------- | ------- | --------- | ------ |
| 2009 | Mistrzostwa świata   | Goyang         | 1       | do 77 kg  | 378 kg |
| 2010 | Mistrzostwa świata   | Antalya        | 2       | do 77 kg  | 370 kg |
| 2011 | Mistrzostwa świata   | Paryż          | 1       | do 77 kg  | 375 kg |
| 2012 | Igrzyska olimpijskie | Londyn         | 1       | do 77 kg  | 379 kg |
| 2013 | Mistrzostwa świata   | Wrocław        | 1       | do 77 kg  | 380 kg |
| 2016 | Igrzyska olimpijskie | Rio de Janeiro | 2       | do 77 kg  | 379 kg |
| 2021 | Igrzyska olimpijskie | Tokio          | 1       | do 81 kg  | 374 kg |